# ノースダコタ州法典
ノースダコタ州法典（ノースダコタしゅうほうてん、The North Dakota Century Code）は、アメリカ合衆国への加盟以来、ノースダコタ州議会で可決されたすべての法令の集成である。また、ノースダコタ州憲法も含まれている。
州法典の番号体系は3つの部分からなり、各部分はハイフンで区切られている。最初の部分はタイトル、2番目の部分は章、3番目の部分は節を指す。例えば、54-35-01は、タイトル54番の第35章の第1節を指す（この条項は、ノースダコタ州議会の立法管理に関するものである）。
2つの連続した番号が振られたセクションの間に挿入されたセクションを指定するために、小数点方式が用いられる。例えば、第12章は矯正、仮釈放、保護観察について取り扱っており、第13章は債務者と債権者の関係について取り扱っている。したがって、州刑法（アルファベット順では2つのタイトルの間に位置する）は第12.1章と番号が振られる。